# Establo Mihogaseki

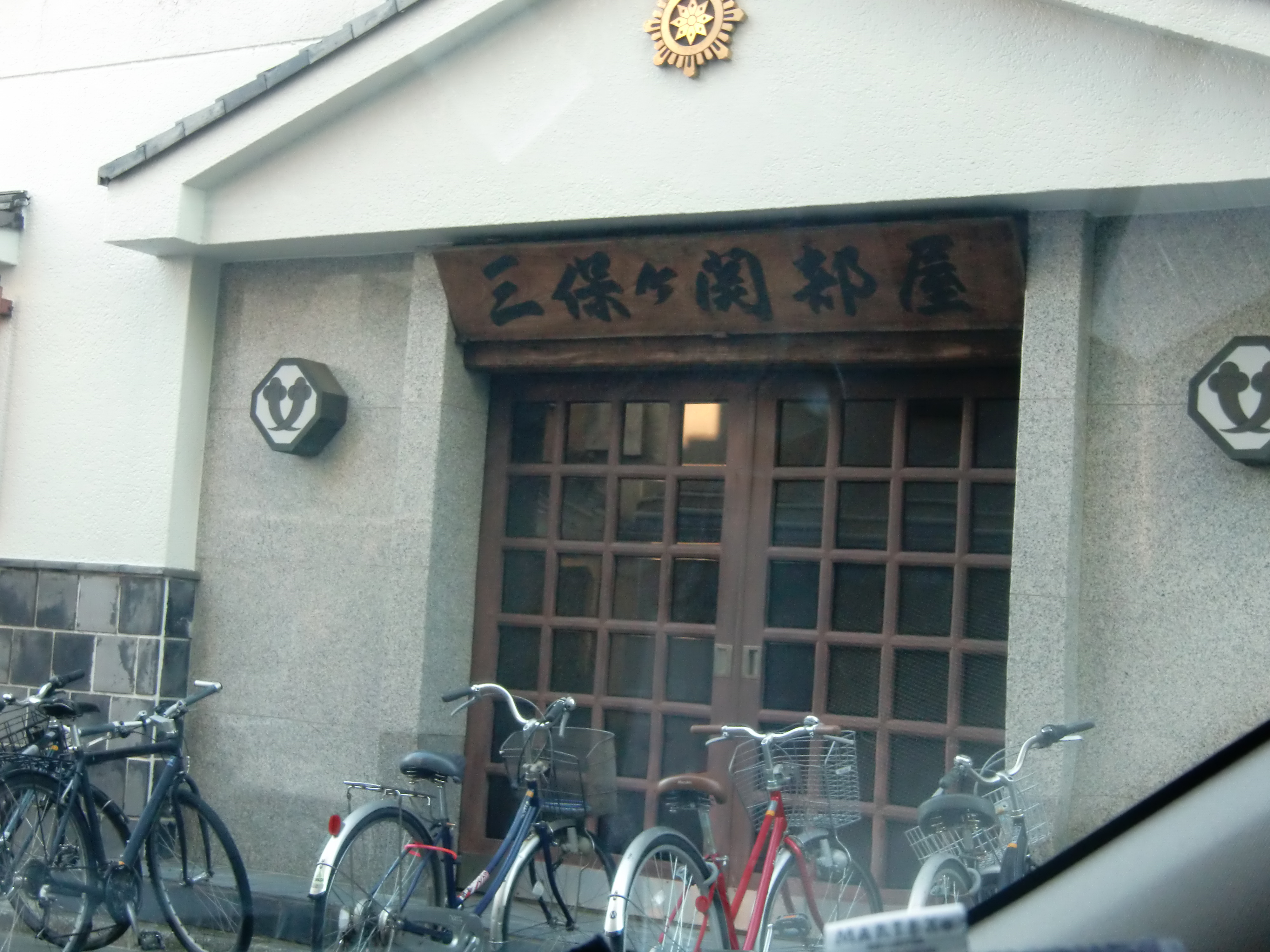
Entrada principal del difunto Establo Mihogaseki

El Establo Mihogaseki (三保ヶ関部屋, Mihogaseki-beya) fue un establo de entrenamiento de sumo profesional. El recinto formó parte del ichimon Dewanoumi. Su último dueño y maestro, el ex ōzeki Masuiyama Daishirō II, asumió el control en noviembre de 1984, y además fue el hijo del anterior maestro Mihogaseki, el ex ōzeki Masuiyama Daishirō. En ese tiempo, el establo produjo un total de nueve sekitori, siendo el último de ellos el ruso Aran en julio de 2008. Hasta septiembre de 2006, el establo fue hogar de Baruto mientras estuvo en la división makuuchi, pero este luego fue transferido al recién fundado establo Onoe. Al alcanzar la edad de retiro obligatoria a los 65 años, Mihogaseki cerró su establo en octubre de 2013, y posteriormente se mudó junto a sus luchadores al establo Kasugano. Aran por otro lado, decidió retirarse.

## Dueños
- 1984–2013: El décimo (10°) Mihogaseki (ex ōzeki Masuiyama Daishirō II)
- 1950–1984: El noveno (9°) Mihogaseki (ex ōzeki Masuiyama Daishirō)

## Exluchadores destacados
- Kitanoumi (el quincuagésimo quinto (55°) yokozuna)
- Masuiyama Daishiro II (ex ōzeki)
- Hokuten'yū (ex ōzeki)
- Baruto (ex ōzeki)
- Aran (ex sekiwake)
- Hamanoshima Keishi (ex komusubi)

## Entrenadores
- Kiyomigata (ex maegashira Dairyugawa)
- Matsuchiyama (ex komusubi Banryūyama)

## Gyōji
- Kimura Akijiro (de nombre real: Shigehiro Nakazawa) – jūryō gyōji

## Yobidashi
- Takuro (junior yobidashi, de nombre real: Takuro Hanazato)
- Jiro (san'yaku yobidashi, de nombre real: Kazuo Nishide)